# Anthomyza pleuralis
Anthomyza pleuralis är en tvåvingeart som beskrevs av Leander Czerny 1928. Anthomyza pleuralis ingår i släktet Anthomyza och familjen sumpflugor. Arten är reproducerande i Sverige. Inga underarter finns listade i Catalogue of Life.